# Iyela
Iyela ist ein Verwaltungsbezirk (Ward) des Distrikts Mbeya (CC) in der tansanischen Region Mbeya.

## Geografie
Iyela ist ein Stadtteil im Süden des Zentrums der Regionshauptstadt Mbeya. Die nördliche Grenze bildet die Nationalstraße T1. Die Fläche des Bezirks beträgt 9,4 Quadratkilometer und bei der Volkszählung 2022 lebten hier 43.481 Menschen in 13.274 Haushalten.

## Gliederung
Der Bezirk besteht aus acht Stadtteilen (Mtaa):
- Ilembo
- Pambogo
- Mapambano
- Block T
- Iyela Namba 1
- Iyela Namba 2
- Nyibuko
- Airport

## Wirtschaft und Infrastruktur
- Bildung: Seit 1975 besteht der Mbeya Campus des Tanzania Institute of Accountancy. Diese Privatuniversität bietet betriebswirtschaftliche Ausbildungen an.[6] Ebenfalls privat geführt sind das St. Aggrey College Of Health Sciences, das medizinische und pharmazeutische Ausbildungen anbietet,[7] und das K's Royal College Of Health Sciences.[8] Die Herrnhuter Brüdergemeine führt die Teofilo Kisanji University.[9] Daneben gibt es noch mehrere weiterführende Schulen im Bezirk, wie die Samora Machel High School, Airport High School und Iyela Secondary School.[2]
- Gesundheit: Das Iyela Health Center führt auch kleine chirurgische Eingriffe durch.[10] Außerdem gibt es eine private Apotheke in Mapambano.[11]
- Flughafen: Im Bezirk liegt der Flughafen Mbeya (MBI) mit einer Landebahn von 1569 Metern.[12] Im Jahr 2012 wurde der 25 Kilometer westlich gelegene Flughafen Songwe eröffnet und ist seither der Flughafen von Mbeya.[13]